# Marianne Oswald
Marianne Oswald (9 de enero de 1901 — 25 de febrero de 1985) fue una cantante y actriz teatral y cinematográfica de nacionalidad francesa. Era conocida por su voz ronca, su fuerte acento medio alemán medio lorenés, y por cantar sobre el amor no correspondido, la desesperación, la tristeza y la muerte. Intérprete de canciones de Kurt Weill y Bertolt Brecht, tuvo amistad con Jean Cocteau, Jacques Prévert, François Mauriac, y Albert Camus. De hecho el texto de la portada de uno de sus discos fue escrito por Camus. Además, fue fuente de inspiración de los compositores Francis Poulenc y Arthur Honegger.

## Biografía
Nacida en Sarreguemines, Francia, su verdadero nombre era Sarah Alice Bloch, tomando su apodo artístico de un personaje que ella admiraba, el infeliz Oswald de la obra de Henrik Ibsen Espectros. Los padres de Marianne Oswald eran inmigrantes judíos exiliados de Polonia. Ambos fallecieron jóvenes, por lo que ella quedó huérfana en 1917, a los 16 años de edad. Inicialmente fue enviada a un internado en Munich, pero en 1920 se encontraba en Berlín, donde empezó a cantar en los cabarets de la época. En ese período fue sometida a una operación para tratarle un bocio que le dejó una voz ronca que tuvo un importante, y no totalmente negativo, efecto sobre su carrera como cantante.
En 1931, con la llegada al poder de los Nazis, Oswald, que era de origen judío, se vio forzada a emigrar a París, donde forjó un estilo único de canto en francés que incorporaba técnicas del Expresionismo alemán. Ella cantó en el cabaret Le Boeuf sur le Toit, un local conocido por ser receptor de cantantes franceses vanguardistas. Fue una de las primeras en interpretar La ópera de los tres centavos, de Bertolt Brecht y Kurt Weill, con letras adaptadas al francés por André Mauprey, y con temas como Mackie Messer y Seeräuberjenny.
Se decía que no tenía voz, que tenía un acento que podía cortarse con un cuchillo, que era demasiado delgada, que no era bonita, que su voz—a veces cruda y otras tierna—era extraña y mala. Todo eso era cierto. Además, cantaba sobre temas deprimentes—amor no correspondido, desesperanza, muerte, incluso suicidio. Y sin embargo, su pelo rojo, su intensidad, y la personalidad de su canto, en una época de innovación, le valieron el apodo de "la magnífica Marianne la pelirroja". Muchos años después, la cantante francesa Barbara recordaba en sus memorias su sorpresa cuando una amistad le presentó a la artista, "fiera, moderna, desesperada, asombrosa".
En junio de 1932 grabó sus primeros dos discos, En m'en foutant y Pour m'avoir dit je t'aime, para Éditions Durand-Salabert-Eschig. Llamó la atención de Jean Bérard, presidente de Columbia Records en Francia, lo cual facilitó que grabara dos canciones escritas por Jean Tranchant, La Complainte de Kesoubah y Le Grand Étang (Tranchant escribió más adelante, y especialmente para ella, los temas Appel y Sans repentir). En 1934 Jean Cocteau escribió para Oswald Anna la bonne, una canción inspirada en las historia de Christine y Lea Papin. Anna la bonne fue la base para un corto de 1959 con el mismo título protagonizado por Oswald y dirigido por Claude Jutra. En marzo de 1934 grabó Le Jeu de massacre, con letra de Henri-Georges Clouzot y música de Maurice Yvain, y en 1936 grabó otra composición de Cocteau, La Dame de Monte-Carlo.
Cuando Oswald cantó en 1934 en la Sala Pleyel la composición de Jean Tranchant Appel, de tema pacifista, ella fue abucheada por los antisemitas que se encontraban entre el público. El poeta y guionista Jacques Prévert salió en su defensa, iniciándose a partir de entonces una fértil colaboración entre ambos.
Al final del verano de 1934, otra noticia captó la atención de Jacques Prévert. Treinta niños habían escapado de una prisión en Belle-Île-en-Mer donde habían sido torturados por unos guardias sádicos. Se ofreció una recompensa para capturar a los niños, ¡y los ciudadanos se sumaron a la caza! Prévert respondió escribiendo un poema, La chasse à l'enfant, al cual se acompañó con música de Joseph Kosma, siendo grabado por Marianne Oswald en octubre de 1936. 
En 1935 Oswald se casó con Monsieur Colin, pero la unión no sobrevivió a la guerra y a las leyes racistas características del período.
El contrato de Oswald con Columbia finalizó en diciembre de 1937, y la cantante grabó una última canción, escrita por Prévert y Kosma, Les Bruits de la nuit.
Hasta 1939 Marianne Oswald actuó en Le Boeuf sur le Toit, el Alcazar d'Hiver, el Théâtre des Deux Ânes, y Bobino. En 1939 se exilió en los Estados Unidos, donde actuó en nightclubs y en la radio, recibiendo patrocinio de personalidades como Malcolm Cowley, John Erskine, y Langston Hughes.  En 1942 apareció con el acordeonista de conciertos John Serry Sr. en una presentación de obras del poeta estadounidense Carl Sandburg en The Town Hall de la Ciudad de Nueva York. Su actuación fue descrita por los críticos en The Players Magazine como fresca, única e intrigante. Durante su estancia en Estados Unidos publicó unas memorias en inglés, One small voice, en 1945. En total, permaneció en América casi siete años.
En 1946 volvió a Francia, pero durante los seis años pasados en los Estados Unidos los gustos del público parisino habían cambiado. El estilo desfasado de Marianne Oswald ya no era bien recibido en los cabarets. Por ello, volvió a la radio y fue motivo de una serie de programas presentados por Cocteau, Camus, Pierre Seghers, Georges Ribemont-Dessaignes, Gaston Bonheur, y el productor y director televisivo Jean Nohain. Con el título de The Return of Marianne Oswald, ella cantó y recitó los trabajos de Guillaume Apollinaire, Paul Éluard y, claro está, de Prévert.
En 1948 publicó una versión ampliada de sus memorias bajo el título de Je n'ai pas appris a vivre, con prólogo de Jacques Prevert.
En 1938 Marianne Oswald empezó su carrera interpretativa actuando en Le petit chose, con dirección de Maurice Cloche. En total actuó en siete filmes entre 1938 y 1958. Destacó su actuación en la cinta de 1949 Les amants de Vérone, dirigida por André Cayatte y escrita por Cayatte y Jacques Prévert. En una ocasión fue también guionista, escribiendo el guion de La première nuit (1958), y de un corto televisivo, Bouquet de femmes (1960). Trabajando con Remo Forlani, también produjo programas televisivos infantiles, entre ellos Terre des Enfants.
Durante más de treinta años Oswald vivió en una habitación del famoso Hotel Lutetia, en París, un hotel que irónicalmente había servido como cuartel general de la Gestapo durante la guerra. Cuando ella falleció en 1985, a los 84 años de edad, en el hospital en Limeil-Brevannes, poca gente acudió al funeral. Seis años después, en junio de 1991, sus restos fueron devueltos a su localidad natal, Sarreguemines.

## Filmografía
Actriz
- 1938 : Le Petit Chose, de Maurice Cloche, con Arletty.
- 1949 : Les Amants de Vérone, de André Cayatte, con Frédéric O’Brady.
- 1954 : Le Guérisseur, de Yves Ciampi, con Jean Marais.
- 1956 : Notre-Dame de Paris, de Jean Delannoy, con Gina Lollobrigida.
- 1958 : Montparnasse 19, de Jacques Becker, con Anouk Aimée.
- 1958 : Sans famille, de André Michel, con Pierre Brasseur.
- 1959 : Anna, la bonne, de Claude Jutra.

Directora
- 1962 : La Parole est au fleuve, de Marianne Oswald y André Vetusto.

Guionista
- 1958 : La Première Nuit, de Georges Franju, con Pierre Devis.

## Discografía
- L’Art de Marianne Oswald [1932-1937], EPM 982272 (1991)[2]
- Kurt Weill in Paris, Assai, 2000.